# Вільний вміст

Лого проєкту Визначення вільних творів культури

Вільний вміст (англ. free content), вільна інформація, безплатна інформація (англ. free information) — це будь-який вид функціонального твору, твору мистецтва або іншого творчого вмісту, який відповідає визначенню вільних творів культури, що означає «твори чи вираження, які можна вільно вивчати, застосовувати, копіювати та/або змінюватися будь-ким і з будь-якою метою».

## Визначення
Згідно з визначенням вільних творів культури, вільним (безплатним) твором культури є твір, який не має суттєвих правових обмежень щодо свободи людей:
- використовувати вміст і отримувати користь від його використання,
- вивчати вміст і застосовувати вивчене,
- створювати та поширювати копії вмісту,
- змінювати та вдосконалювати вміст і розповсюджувати похідні твори.

## Юридичні питання
Типово, щоб зробити свій твір вільним, автори публікують їх на умовах однієї або кількох вільних ліцензій, приєднуючи її текст або URL-посилання на нього до твору.
При тому, автор вільного твору за бажанням може встановити й такі умови, використавши відповідну ліцензію:
1. зазначення авторства — ліцензія може вимагати вказувати автора оригінального твору при використанні чи переробці;
2. збереження ліцензії — ліцензія може вимагати, щоб будь-який похідний твір теж публікувався на умовах тієї самої (або сумісної) ліцензії, що й оригінальний (принцип копілефту або share-alike);
3. збереження свобод — ліцензія може вводити додаткові технічні чи практичні вимоги до розповсюджувача, що спрямовані на забезпечення задекларованих ліцензією свобод (зокрема, наявність джерельного коду програми, відмова від технічних обмежень тощо)

Окрім ліцензії на сам твір, вважається, що розповсюдження вільного твору не повинно обмежуватись закритими або запатентованими форматами даних, які можуть вимагати виплат роялті чи змушувати користувача купувати невільне програмне забезпечення для відтворення цих творів. Через те для поширення вільного вмісту часто використовують вільні формати.
Концепція вільного вмісту історично пов'язана із створенням вільних програм. Широко вживаними ліцензіями для вільних творів є ліцензії Creative Commons, для вільних програм — GNU GPL.
Текст статей Вікіпедії теж є вільним вмістом, оскільки Вікіпедія використовує вільну ліцензію.